# Catedrala Adormirea Maicii Domnului din Rouen
Catedrala primațială Adormirea Maicii Domnului din Rouen (în franceză La cathédrale primatiale Notre-Dame de l'Assomption de Rouen), colocvial cunoscută și sub numele de Catedrala din Rouen, este monumentul cel mai prestigios al orașului. Este sediul arhidiecezei din Rouen, centrul administrativ al provinciei ecleziastice a Normandiei. Arhiepiscopul de Rouen purtând titlul de primat al Normandiei, catedrala sa are astfel rangul de primațială.
Este o construcție cu arhitectură gotică ale cărei prime pietre de fundație datează din Evul Mediu. Are particularitatea, rară în Franța, de a păstra palatul arhiepiscopal și construcțiile anexe din jur, care datează din aceeași epocă.
Catedrala Notre-Dame din Rouen se găsește în orașul vechi, pe malul drept al Senei, la mică distanță de Piața Veche, unde Jeanne d'Arc a fost arsă de vie pe rug, la 30 mai 1431.
Notre-Dame din Rouen este una dintre cele mai frumoase și vaste biserici din Franța, iar turnul-lanternă se mândrește cu faptul că are cea mai înaltă fleșă din țară, de 151 de metri de la sol.

## Istorie

### Legendă
Potrivit legendei, în a doua jumătate a secolului al III-lea, Sfântul Mellon a implantat un lăcaș de cult într-o casă particulară, cedată de Præcordius. Este cunoscut că în această epocă exista un cartier de locuințe în acest loc. În jurul anilor 260 - 280, un incendiu a distrus cartierul, în momentul primelor invazii ale francilor. Locuințele distruse au fost înlocuite, poate, de antrepozite publice, cuprinse între rue Saint-Romain, rue du Change și rue des Carmes.

### Grupul catedral paleocreștin
Prima mențiune atestată a unui episcop la Rouen este din 314. Dar această dată, un an de la autorizarea cultului creștin în Imperiul Roman, pare prea precoce pentru a ne imagina existența unui edificiu religios. Dimpotrivă, câteva decenii mai târziu, o predică a episcopului Victrice datată prin 395/396 presupune prezența unei catedrale în cetate și evocă construirea unei bazilici în apropiere. Sfântul Victrice a participat la șantier În 1954 arheologul Georges Lanfry a deschis un sondaj la nivelul ultimei travei a navei și a descoperit vechea biserică Notre-Dame. El a adus la lumină o criptă mai târzie, din timpul imperiului carolingian. La lumina acestei descoperiri, presupunerea este că Notre-Dame era în acel timp mult mai mică decât astăzi (poate 60 m lungime). În 1986, săpăturile conduse de arheologul Jacques Le Maho au permis să se confirme existența acestei biserici. Ea se găsea la câțiva zeci de metri la nord de actuala catedrală. Ca multe alte orașe metropolitane paleocreștine, grupul episcopal din Rouen se compunea din cel puțin două bazilici:
- un edificiu principal aflat pe amplasamentul navei catedralei actuale;
- o biserică martirială dedicată poate Sfântului Ștefan;
- probabil un baptisteriu, aflat între cele două.

În secolul al V-lea, cele două bazilici sunt reunite printr-o galerie. Introducerea reformei Sfântului Chrodegang din Metz, la mijlocul secolului al VIII-lea afectează bazilica din nord capitolului canonial. Din această epocă, bazilica din sud se află dedicată Maicii Domnului.
În secolul al IX-lea, s-a procedat la mai multe reamenajări (palatul episcopal, locuința canonială, adăugarea unui Westwerk bisericii martiriale), însă în 841 focul pus de oamenii nordului (vikingii) au distrus grupul catedral. Aceste distrugeri au fost reparate curând. Ansamblul pare să fi fost refăcut, în mod provizoriu, așteptând revenirea păcii în regiune. În secolul al X-lea, după Tratatul de la Saint-Clair-sur-Epte, în 911, Rouen a devenit capitală a tânărului ducat de Normandia, căpetenia vikingă Rollon primind botezul în 912, sub prenumele „Robert”, în bazilica primitivă. Necropolă a primei dinastii a ducilor de Normandi, catedrala (primul edificiu carolingian) nu a fost mărită decât sub domina lui Richard I al Normandiei, acesta din urmă murind în 996.

### Catedrala romanică
Pe la anul 1030, arhiepiscopul Robert Danezul a reconstruit corul în stil romanic și a inserat o criptă dedesupt, cu scopul de a mări bazilica Notre-Dame existentă. Construcția catedralei din Rouen condusă de arhiepiscopul Robert, ca și cea a abațialei din Bernay, pune fundamentele arhitecturii normande, prototipuri ale arhitecturii religioase în Normandia, apoi în Anglia. Lucrările s-au întrerupt la moartea arhiepiscopului Robert în 1037 Un alt arhiepiscop, Maurille (1055 - 1067), încheie șantierul, precum și reconstruirea navei în 1063. S-a spus că Maurille ar fi pus să se ridice un turn-lanternă din piatră, în formă de piramidă care i-ar fi purtat numele.
Catedrala romană, cu plan cruciform, prezintă o navă și colaterale „de aceeași lungime și aceeași lărgime ca și nava actuală”.Ridicarea ei pare să o apropie de cea a bisericii abațiale din Jumièges a cărei consacrare (1067) este apropiată.